# Who Dares Wins II
Who Dares Wins II (lett. "chi osa vince", motto di diverse forze speciali del mondo) è un videogioco di tipo sparatutto a scorrimento, pubblicato da Alligata Software nel 1985 per Commodore 64 e poi convertito per molti altri home computer.
È il seguito di Who Dares Wins, che era stato pubblicato da Alligata lo stesso anno, ma andò incontro a problemi legali per la sua eccessiva somiglianza con il più noto Commando, uscito sempre nel 1985. La Elite Systems, autrice della versione Commodore 64 di Commando, ottenne il ritiro dalla produzione di Who Dares Wins per plagio. Alligata provvide allora a modificare il gioco e pubblicò Who Dares Wins II, che pur mantenendo la stessa struttura del primo titolo, si svolge in scenari diversi, meno simili a quelli di Commando.

## Modalità di gioco
Il giocatore controlla un soldato appiedato in uno sparatutto a scorrimento verso l'alto, ambientato in paesaggi di campi di battaglia, con armamenti che ricordano la seconda guerra mondiale. Il soldato può camminare, sparare con il fucile e lanciare bombe a mano in tutte le 8 direzioni. Le bombe si lanciano tenendo premuto a lungo il pulsante di fuoco, sono limitate ma si possono ricaricare raccogliendo rifornimenti.
La maggior parte dei nemici sono fanti, armati come il giocatore, che vagano e sparano in maniera del tutto casuale, a parte evitare i terreni letali; con le bombe possono anche uccidersi accidentalmente tra di loro. Si incontrano poi soldati appostati dietro ripari che mirano al giocatore, mortai e vari tipi di veicoli nemici, armati e non, compresi barche e aerei. I veicoli e i soldati appostati sono vulnerabili solo alle bombe.
Vari tipi di nemici che nel primo Who Dares Wins erano praticamente equivalenti a quelli di Commando (motociclette, bunker, lanciarazzi...) sono stati sostituiti con altri.
Periodicamente si incontrano anche alleati prigionieri che stanno per essere fucilati da un soldato nemico, e che si possono salvare per ottenere punti se si uccide in tempo il carnefice.
Oltre ai nemici bisogna evitare di cadere nei terreni letali: acque, sabbie mobili appena visibili e trincee.
Ci sono 8 livelli, al termine di ognuno dei quali bisogna conquistare un avamposto, ovvero un edificio dalla cui porta fuoriesce un gran numero di fanti nemici. Il livello termina quando tutti sono morti o fuggiti.
Il tema musicale udibile durante la presentazione è tratto dal film La grande fuga, mentre durante il gioco ci sono soltanto gli effetti sonori.

## Accoglienza
La recensione di Who Dares Wins II sulla rivista britannica Zzap!64 ne apprezza la giocabilità e dà un giudizio complessivo del 90%; come somiglianza fa notare solo quella di genere con Front Line del 1982.
Meno entusiastiche, ma ancora mediamente buone, le recensioni apparse successivamente, sia relative alle conversioni per altre piattaforme (alcune delle quali prive dello scorrimento verticale), sia la recensione di qualche anno dopo sulla stessa Zzap!64.